# Tiefebene

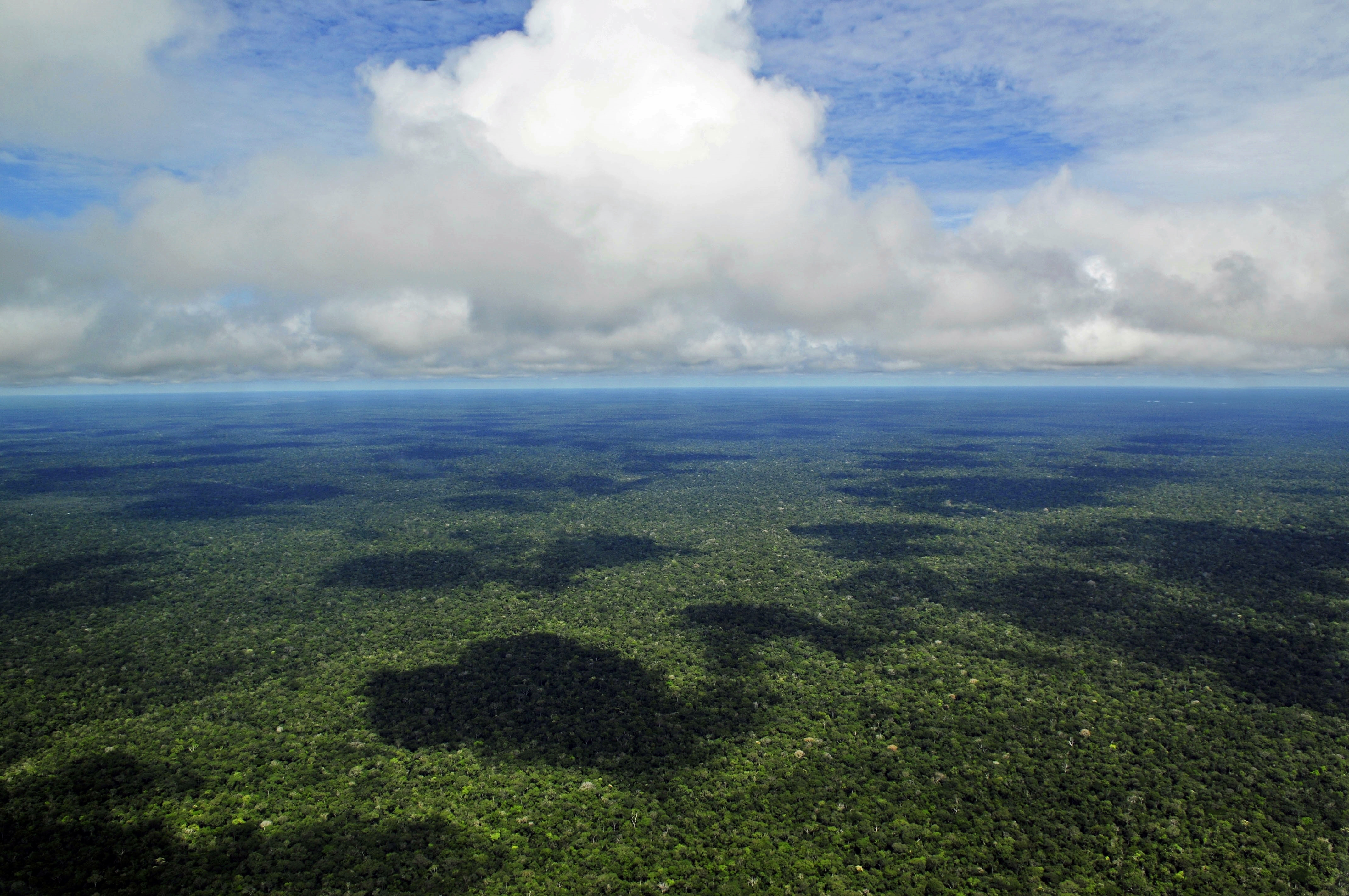
Eine der größten Tiefebenen der Erde ist das Amazonas-Tiefland

Als Tiefebene (auch Tiefland) wird in der Geographie eine Ebene oder ein breites Flusstal mit einer Höhe über dem Meeresspiegel unter etwa 200 Meter bezeichnet, die weniger als 25 oder 50 m Höhenunterschiede (im Umkreis von 5 km) aufweist.
In Bezug auf die Höhenstufen der Gebirge entspricht die Tiefebene der planaren Höhenstufe der Ökologie, Biogeographie und Geobotanik.
Tiefebenen gehören zu den großen Landformen, die das Makrorelief der Erde bilden.

## Beispiele
Beispiele in Deutschland sind die Oberrheinische Tiefebene, die Kölner Bucht, Teile des Münsterlandes und das Norddeutsche Tiefland mit zahlreichen Landschaften im nördlichsten Viertel Deutschlands.
In Österreich wäre – trotz anderslautenden Namens – das Wiener Becken dazu zu zählen, in Ungarn die Pannonische Tiefebene. Die Schweiz hat wegen durchschnittlich zu großer Meereshöhen keine Tiefebene, außer ihrem Anteil am Rheingraben bei Basel.
In Ungarn wird die Region östlich der Donau auch als Große Tiefebene (ung. Alföld) bezeichnet.